# Ailuronyx
Ailuronyx  es un género de gecos de la familia Gekkonidae. Hasta hace poco, sólo se conocían dos especies; en 1996 se agregó una tercera (Ailuronyx tachyscopaeus). Estos geckos son endémicos de las islas Seychelles. Son de hábitos nocturnos y arbóreos.

## Especies
Se reconocen las siguientes tres especies:
- Ailuronyx seychellensis (Duméril & Bibron, 1836)
- Ailuronyx tachyscopaeus Gerlach & Canning, 1996
- Ailuronyx trachygaster (Duméril, 1851)